# فیلیپ کوهن (زیست‌شیمیدان بریتانیایی)
فیلیپ کوهن (انگلیسی: Philip Cohen (British biochemist)؛ زادهٔ ۲۲ ژوئیه ۱۹۴۵) یک دانشمند در زمینه زیست‌شیمی اهل بریتانیا است.
وی همچنین برنده جوایزی همچون مدال پادشاهی شده است.